# Csicsóhagymás
Csicsóhagymás (románul: Hășmașu Ciceului) település Romániában, Beszterce-Naszód megyében

## Fekvése
Alsóilosvától jobbra, a Szamos terének néző magas hegyoldalon fekszik, melynek szélén a róla elnevezett patak folyik.

## Nevének eredete
Egykor a településen nagy mennyiségű hagymát termesztettek, valószínűleg innen vette nevét.

## Története
Csicsóhagymás nevét az oklevelek 1405-ben említették először Haghmas néven.
Nevének változatai: 1553-ban Hagÿmás. 1615-ben Cziczo-Hagymás, románul Hajmas. A település a kezdetektől fogva Csicsóvár tartozéka volt.
1405-ben a Losonczi Bánffy család tagjai szerezték meg.
1467-ben Mátyás király a Bánffyaktól hűtlenség miatt elvette, és Szerdahelyi Kis Kánosnak és testvérének Mihálynak adományozta, mint Csicsó vár tartozékát.
1577-ben Bocskay György özvegye Sulyok Krisztina birtoka volt.
1590-ben Báthory Zsigmond megerősíti a Bocskay örökösöket birtokukban: Bocskai István mindkét ága, annak kihaltával pedig nővérei Judit Bánffy Kristófné, Krisztina Balocsai Horváth Györgyné és Ilona Haller Gáborné, valamint néhai Sara Balázsfalvi Bagdi Györgyné és gyermekei: István, Erzsébet, Krisztina és Margit javára.
1602-beli feljegyzés szerint Basta és Mihály vajda idejében Toldi István kapta meg.
1607-ben Rákóczi Zsigmond néhai Bocskai István fejedelem e birtokát végrendelete értelmében Haller Gábornak, Bocskay Ilonától való fiainak Györgynek és Zsigmondnak, és néhai Bánffy Kristóf és Bocskay Judit fiának Lászlónak adományozta.
1643-ban Haller Györgyné Nyáry Borbála fia Samu birtoka lett, utána pedig ennek Károlyi Erzsébettől való fia György örökölte.
Az 1643 és 1820 közötti időkben a Haller család tagjaié volt.
1866-ban végzett összeíráskor nemes jogú birtokosai Lászlóffy Sándor és Miklós voltak, s tőlük Czecz Károly vette meg, majd Herczinger Istvánné Czecz Zsuzsa lett tulajdonosa.
1891-ben 504 lakosa volt, melyből 4 római katolikus, 23 görögkatolikus, 462 görögkeleti, 3 református, 12 izraelita volt. A házak száma ekkor 87. Határa 1818 katesztrális hold volt.

## Nevezetességek
- Görög keleti kőtemploma az 1600-as évek végén, 1700-as évek elején épült, a falu közepén. Mihály és Gábor arkangyalok nevére szentelték. Harangjai 1741 és 1870 évekből valók.